# کوکه (خمین)
کوکه (خمین)، روستایی از توابع بخش کمره شهرستان خمین در استان مرکزی ایران است. این روستا در ۴ کیلومتری شمال شهر خمین قرار دارد.

## نامگذاری
در خصوص واژه کوکه معانی زیر معرفی شده است:
- «کوکَه» به معنی جغد می‌باشد.
- در زبان ترکی به برادر رضاعی می‌گویند.
- کبوتری که صوت و آواز آن شبیه فاخته می‌باشد را کوکه می‌گویند.
- کوک در لهجه محلی به معنی کبک می‌باشد.

زبان محلی:فارسی،لری،کردی،لحظه مخصو

## جمعیت
این روستا در دهستان خرم‌دشت قرار دارد و براساس سرشماری مرکز آمار ایران در سال ۱۳۸۵، جمعیت آن ۲۸۶ نفر (۷۷خانوار) بوده‌است.